# Маслов, Виктор Владимирович
Ви́ктор Владимирович Ма́слов (16 января 1976, Сургут) — российский автогонщик. Начиная с 1989 года 6 лет провёл в картинге.
В 1996—1997 годах участвовал в российской «Формуле 3», а также принимал участие в ледовой гонке Trophy Andros.

## Гоночная карьера

### Общая статистика
| Год  | Серия или чемпионат | Команда           | Гонки  | Победы | Поулы | Подиумы | Очки | Место |
| ---- | ------------------- | ----------------- | ------ | ------ | ----- | ------- | ---- | ----- |
| 1999 | FIA Formula 3000    | Lukoil Arden      | 0 (10) | 0      | 0     | 0       | 0    | —     |
| 1999 | Formula 3000 Italy  | Arden Team Russia | 2      | 0      | 0     | 0       | 1    | 18    |
| 2000 | FIA Formula 3000    | Arden Team Russia | 5 (10) | 0      | 0     | 0       | 0    | —     |
| 2000 | Formula 3000 Italy  | Arden Team Russia | 6      | 0      | 0     | 0       | 0    | —     |
| 2001 | FIA Formula 3000    | Arden Team Russia | 12     | 0      | 0     | 0       | 0    | —     |

### Международная Формула-3000
| Сезон | Команда           | 1        | 2        | 3       | 4       | 5        | 6       | 7        | 8       | 9       | 10       | 11     | 12     | Место | Очки |
| ----- | ----------------- | -------- | -------- | ------- | ------- | -------- | ------- | -------- | ------- | ------- | -------- | ------ | ------ | ----- | ---- |
| 1999  | Lukoil Arden      | ИМО НКВ  | МОН НКВ  | КАТ НКВ | МАГ НКВ | СИЛ НКВ  | А1Р НКВ | ХОК НКВ  | ХУН НКВ | СПА НКВ | НЮР НКВ  |        |        | НК    | 0    |
| 2000  | Arden Team Russia | ИМО НКВ  | СИЛ Сход | КАТ 18  | НЮР НКВ | МОН Сход | МАГ НКВ | А1Р Сход | ХОК 15  | ХУН НКВ | СПА НКВ  |        |        | НК    | 0    |
| 2001  | Arden Team Russia | ИНТ Сход | ИМО 10   | КАТ 12  | А1Р 11  | МОН 10   | НЮР 17  | МАГ 18   | СИЛ 16  | ХОК 14  | ХУН Сход | СПА 18 | МНЦ 14 | НК    | 0    |